# Max Manus

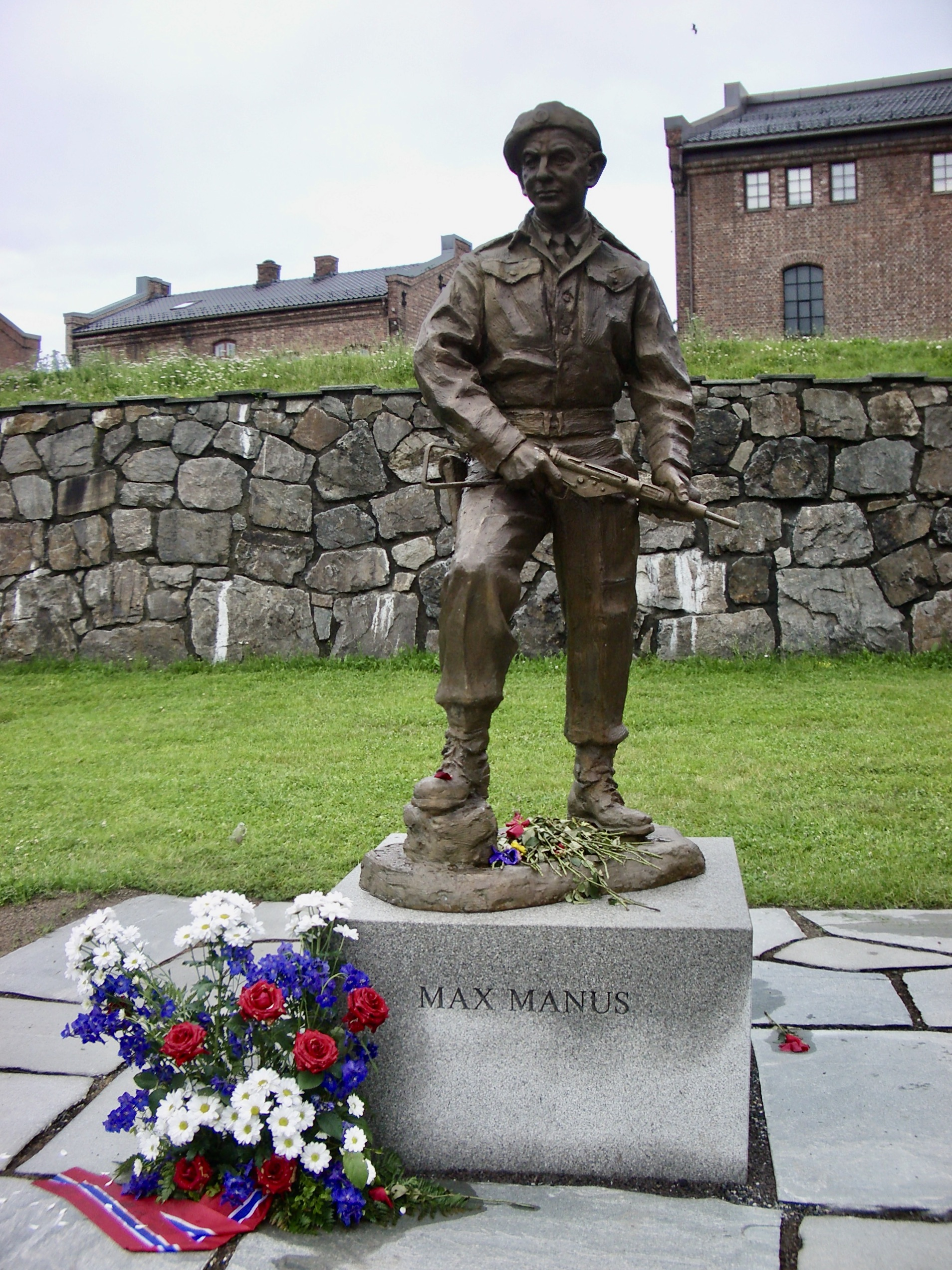
Max Manus, som staty i Oslo.

Maximo Guillermo Manus, född 9 december 1914 i Bergen, död 20 september 1996 i Bærum, var en norsk motståndsman under andra världskriget. Han var bland annat löjtnant i Kompani Linge.

## Biografi
Fadern ändrade Johan Magnussen till familjenamnet Manus efter att ha levt i spansktalande länder. Han flyttade till Köpenhamn där han träffade Max Manus danska mor Gerda Kiørup. De fick fyra barn tillsammans. När familjen flyttade från Köpenhamn till Oslo pratade Max Manus danska. När föräldrarna skilde sig flyttade fadern med Max och hans syster Pia och beslöt att utvandra till Kuba där hans bror bodde. När fadern och systern flyttade tillbaka till Norge stannade Max Manus kvar på Kuba och återvände till Norge först 1939.
Manus deltog i Finska vinterkriget fram till 13 mars 1940 och i kriget i Norge 1940. Han började nästan direkt efter den norska kapitulationen att arbeta med att ge ut illegala tidskrifter. I januari 1941 greps han i sin lägenhet, men han kastade sig ut genom ett fönster och hamnade på sjukhus. Därifrån rymde han och tog sig till Storbritannien via Stockholm och halva jorden runt – en resa som tog sju månader. Det var i Storbritannien som Manus värvades till Kompani Linge. 12 mars 1943 kom han tillbaka till Norge för att delta i motståndsrörelsen.
Manus blev medlem i "Oslogänget", som av britterna ansågs vara Europas bästa sabotagegrupp under andra världskriget. Manus arbetade bland annat med Gregers Gram under operationerna "Mardonius", "Derby" och "Bundle" som hade som uppgift att producera illegal propaganda och att utföra fartygssabotage.
De mest kända aktionerna Max Manus medverkade i var:
- Sprängningen av flera fartyg i Oslo hamn Operasjon Mardonius,[4] 1943).
- Sprängningen av truppfartyget Monte Rosa, som blev skadat (juni 1944).
- Sprängningen och sänkningen av trupptransportfartyget Donau (januari 1945).
- Sprängning och ödeläggelse av arbetskontor med arkiv som kunde förorsakat att tiotusentals unga norrmän blivit rekryterade till tysk krigstjänst genom den beryktade Reichsarbeitsdienst (på norska Arbeidstjenesten).

Efter kriget arbetade Manus som livvakt för kungen och kronprinsen. Han skrev böcker om sina upplevelser och startade en stor kontorsmaterielfirma. Hans böcker Det vil helst gå godt och Det blir alvor om upplevelserna under kriget blev båda bestsellers och med inkomsterna från böckerna byggde han upp sin firma Max Manus A/S. År 1947 ingick han äktenskap med Ida Nikoline Lie Lindebrække, syster till Sjur Lindebrække. De vigdes av Harald Gram, Gregers Grams far.

## Media

### Film
Den 19 december 2008 hade filmen Max Manus premiär i Norge. Sverigepremiären skedde den 15 maj 2009.

### Dokumentär
NRK gjorde 1996 en dokumentärfilm om Manus som heter Eventyrlige Max. Filmen visar bland annat hans turbulenta liv före och efter kriget, som sjöman, vagabond, försäljare och direktör.

## Dekorationer och utmärkelser
- Military Cross[1]
- Vinterkrigets minnesmedalj[2]
- Frihetsmedaljen[1]
- H.M. Kongens erindringsmedalje[2]
- Krigskorset med to sverd[1]
- Haakon VII:s 70-årsmedalj
- Deltagermedaljen[2]
- Distinguished Service Order[1]
- Medaljen for norske finlandsfrivillige 1940[2]

[Redigera Wikidata]